# Thomas François
Thomas (Tom) François is een Belgisch voormalig hockeyer.

## Levensloop
François was actief bij onder meer La Rasante en KHC Dragons. Met beide clubs werd hij tweemaal landskampioen. Zijn carrière sloot hij af bij RRC Bruxelles. Daarnaast maakte hij tussen 1986 en 1994 deel uit van de nationale ploeg. Hij nam onder meer deel aan het wereldkampioenschap van 1994 te Sydney. In totaal verzamelde hij 42 caps.
Na zijn spelerscarrière werd hij actief in het bestuur van RRC Bruxelles en in 2010 werd hij er aangesteld als voorzitter.